# Располагаемый доход
Располагаемый доход (также личный располагаемый доход, ЛРД) — доходы, остающиеся в домохозяйствах после уплаты налогов. В системе национальных счетов определяется как общий доход домохозяйств, уменьшенный на величину прямых налогов, взносов на социальное страхование, взносов в пенсионные фонды и других налоговых отчислений. Располагаемый доход определяет сумму денег, направленную на личное потребление товаров и услуг, а также накопления. Ранее российская статистика использовала также термин конечный доход.
При вычислении дохода учитываются зарплата, доходы от индивидуального предпринимательства, чистый доход от собственности, социальные выплаты, но не рассматриваются неденежные социальные перечисления (образование, медицина).

## Реальный располагаемый доход
Часть располагаемого дохода, которая идёт на потребление (с учётом инфляции), называется реальным располагаемым доходом.